# 나는 야한 여자가 좋다 3
"나는 야한 여자가 좋다 3"는 한국에서 제작된 김미연 감독의 2015년 멜로/로맨스, 에로 영화이다. 강필선 등이 주연으로 출연하였고 김미연 등이 제작에 참여하였다.

## 출연

### 주연
- 강필선
- 손가람

### 조연
- 전예은
- 이무녕

## 기타
- 투자총괄: 알렉스 박
- 프로듀서: 김응민
- 조명: 김철희
- 동시녹음: 안재석
- 분장: 이희연
- 헤어: 이희연
- 캐스팅: ㈜테이커스 엔터테인먼트